# Narancs, Tetves és Dugó
A Narancs, Tetves és Dugó egy három epizódból álló, 1998-ban és 2001-ben készült rajzfilmparódia. Az epizódoknak a Robotkurva, a Parapéntek és a Retekegér címet adták. A paródia az Inci és Finci és Kandúr Bandi rajzfilmsorozat három részének trágár újraszinkronizálásával készült. A három alkotó művésznéven Thavid, aMGee és HankóG.

## Cselekménye
A Robotkurva című epizódban Narancs, a macska elkészít egy műegeret, ami „kék, kicsi és tele van fémalkatrészekkel”. Tetves és Dugó, a két kisegér éppen üzletet köt egymással („30-70 jó lesz?”), amikor megjelenik a „bombázó spiné”, amit Narancs egy mikrofonnal irányít. A zsebtolvajlásból élő gengszter egereket – „a két kanos gavallért” – megkavarja a „fémribanc” látványa. Azonban az egerek hamar rájönnek, hogy „ez egy gép”. Miközben Narancs a szextelefonozással van elfoglalva, megszerzik a mikrofont. Végül a robotkurva – az Onyxtól a Slam dallamára – földhözvágja Narancsot.
A Parapéntekben vendégségbe érkezik Omlás, a fekete macska, Narancs régi cimborája. („Hoztam füvet.”) Omlás, Narancs és az egerek különféle kábítószerek (például nepáli haska, jamaikai gandzsa, holland gomba, szívgyógyszer, meszkalin) hatása alatt körbe-körbe szaladgálnak, röpködnek. Narancs megmutatja az ültetvényét Omlásnak. Miután Omlás „az etilt azt már leküldte”, Narancs kihajítja Omlást. Közben az egerek merényletet terveznek Narancs ellen, hogy ne kelljen a drogot kifizetniük: „kissé fejbecsapják” egy gereblyével, majd egy cserép karalábéval vagy zellerrel, végül rádöntik a szekrényt.
A Retekegérben Don Gatto, a tejmaffia feje elküldi Vörös Harryt és Félszemű Babylont – a „parapéntek” után másnapos – Narancshoz, hogy begyűjtsék a tejet. A tejet azonban megitták az egerek, ezért Narancsot elviszik a főnökhöz. Közben Dugóhoz és Tetveshez megérkezik – a keszis tájszólású – Retek, a falusi rokon, Dugó unokatestvére. Retek  – aki „amilyen hülye, olyan erős” – kihajítja Narancsot, Vörös Harryt és Félszemű Babylont az ajtón, majd Don Gattóval is végez.

## Érdekességek
- Koman Vladimir a 2010-es Európa-bajnoki selejtezőn gólörömében Félszemű Babylont utánozta.